# Ministrowie zaopatrzenia Wielkiej Brytanii
Ministerstwo zaopatrzenia (ang. Ministry of Supply) – brytyjski urząd ministerialny koordynujący dostawy zaopatrzenia dla brytyjskich sił zbrojnych. Powstał w 1939 r. Po zakończeniu II wojny światowej coraz częściej pojawiały się głosy domagające się likwidacji tego urzędu. Popierał je nawet minister zaopatrzenia w rządzie Athony'ego Edena, Reginald Maudling, który odmówił przyjęcia ponownie tego stanowiska w 1957 r., kiedy premierem został Harold Macmillan, który nie chciał likwidacji tego ministerstwa, jako że przez pewien czas sam w nim pracował. Ostatecznie jednak zgodził się na jego likwidację, co nastąpiło w 1959 r.

## Lista ministrów
| Ministre                         | Czas urzędowania                            |
| -------------------------------- | ------------------------------------------- |
| Leslie Burgin                    | 14 lipca 1939 – 12 maja 1940                |
| Herbert Morrison                 | 12 maja 1940 - 3 października 1940          |
| Andrew Duncan                    | 3 października 1940 – 29 czerwca 1941       |
| Max Aitken, 1. baron Beaverbrook | 29 czerwca 1941 - 4 lutego 1942             |
| Andrew Duncan                    | 4 lutego 1942 – 26 lipca 1945               |
| John Wilmot                      | 3 sierpnia 1945 - 7 października 1947       |
| George Strauss                   | 7 października 1947 – 26 października 1951  |
| Duncan Sandys                    | 31 października 1951 – 18 października 1954 |
| Selwyn Lloyd                     | 18 października 1954 - 7 kwietnia 1955      |
| Reginald Maudling                | 7 kwietnia 1955 – 16 stycznia 1957          |
| Aubrey Jones                     | 16 stycznia 1957 – 22 października 1959     |